# The Hamburger Postulate
The Hamburguer Postulate es el quinto episodio de la serie estadounidense The Big Bang Theory.

## Referencia al título
El Título The Hamburguer Postulate hace referencia a cuando Sheldon cambia su restaurante favorito de Big Boy a La Fábrica de Tartitas de Queso para comer Hamburguesas.

## Sinopsis
Mientras Sheldon, Leonard, Howard y Raj comen en "La Fábrica de Tartitas de Queso", donde están simulando la Batalla de Gettysburg, lugar donde trabaja Penny, se encuentran con Leslie Winkle (Sara Gilbert), ella les dice que les falta un violonchelista por lo que sugiere a Leonard. Momentos después Leonard ensaya con Leslie en su departamento, haciéndole esta una insinuación, por lo terminan teniendo relaciones sexuales. Sheldon va al piso de Penny, ya que ha visto una cosa extraña, ella lo acompaña y ven una corbata colgada en la puerta del dormitorio de Leonard a lo que, lo que obliga a Sheldon a dormir en el sofá, y al levantarse al día siguiente, comprueba que Leslie ha resuelto uno de sus problemas de Física, por lo que la coloca en la lista de Superenemigos. Mientras tanto al salir de su casa Leonard es felicitado por Penny por iniciar una relación con Leslie, a lo que Leonard se queda extrañado por lo que trata de averiguar que significaron las palabras de Penny. Leonard decide continuar su relación con Leslie mientras se imagina tener una con Penny. Sin embargo cuando Leonard llega al laboratorio de Leslie, Leslie no está interesada en una relación. Al final, Leonard le cuenta a Penny que Leslie solo utilizó a Leonard para satisfacer sus deseos sexuales y que no quiere mantener una relación más allá, Penny se aleja con una alegre sonrisa en su rostro, aparentemente feliz de escuchar la noticia que Leslie le dio a Leonard.